# Марчано дела Киана
Марча̀но дела Киа̀на (на италиански: Marciano della Chiana) е малко градче и община в централна Италия, провинция Арецо, регион Тоскана. Разположено е на 320 m надморска височина. Населението на общината е 3378 души (към 2010 г.).